# Lobulogobius
Lobulogobius es un pequeño género de gobios nativo del Océano Índico y el Océano Pacífico occidental.

## Especies
Este género contiene las siguientes especies:
- Lobulogobius bentuviai Goren, 1984
- Lobulogobius morrigu Larson, 1983
- Lobulogobius omanensis Koumans, 1944 (gobio de Oman)